# 蘇佩塔爾

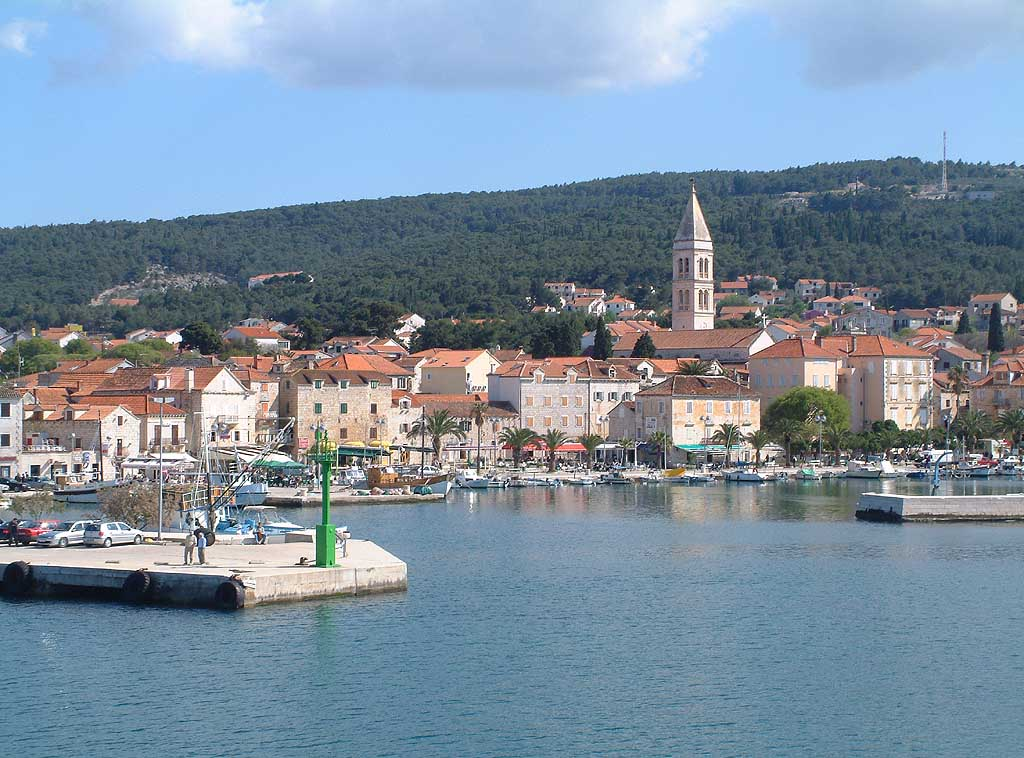

蘇佩塔爾是克羅地亞的城鎮，位於該國南部布拉奇島北岸，由斯普利特-達爾馬提亞縣負責管轄，面積30平方公里，是該島的經濟、文化和旅遊中心，2001年人口3,062。

## 外部連結
- Supetar Tourist Board （页面存档备份，存于）
- Supetar（页面存档备份，存于） at Geonames.com

43°23′04″N 16°33′19″E / 43.38444°N 16.55528°E